# Wojciech Brandysiewicz
Wojciech Brandysiewicz (zm. 14 stycznia 1781) – polski duchowny katolicki.

## Życiorys
Był proboszczem parafii Wszystkich Świętych w Zakliczynie oraz parafii św. Mikołaja Biskupa w Skrzydlnej oraz dziekanem
dekanatu dobczyckiego. Był fundatorem nowego kościoła w Zakliczynie zbudowanego w latach 1773–1774 i konsekrowanego przez biskupa Franciszka de Potkana Potkańskiego w 1776.
Zmarł 14 stycznia 1781, został pochowany w ufundowanym przez siebie kościele.

## Upamiętnienie
W Zakliczynie znajdują się ulica jego imienia. Jest przedstawiony na obrazie Chrystusa Ukrzyżowanego z Matką Bożą Bolesną pod krzyżem w zakliczyńskim kościele.